# Mắm bò hóc
Mắm bò hóc, pò hoóc, prahok hay pro hoc (tiếng Khmer: ប្រហុក, đã Latinh hoá: prâhŏk, IPA: [prɑːhok]) là tên một loại mắm làm từ nguyên liệu chính là cá nước ngọt, do người Khmer ở Campuchia cũng như người Khmer ở Nam Bộ Việt Nam thực hiện. Đây là một loại thực phẩm tiêu biểu trong ẩm thực Khmer.

## Cách thức làm mắm
Mắm bò hóc được làm từ bằng cá nước ngọt, bỏ ruột, đánh vẩy, rồi giã nát. Cá sau đó để một nắng rồi đem nén trong vại với muối và gia vị. Thành phần gia vị có thể là đường, tiêu, tỏi, ớt, cơm nguội theo một tỷ lệ nhất định. Cá hơi ươn được ủ với các nguyên liệu, dằn cho rỏ nước (nước chảy ra có thể làm nước mắm) và xác cá tiếp tục được sấy tương đối khô, có thể cho thêm thính vào và tiếp tục trộn trước khi cho vào hũ phơi vài tháng là có thể sử dụng.

## Ẩm thực Khmer

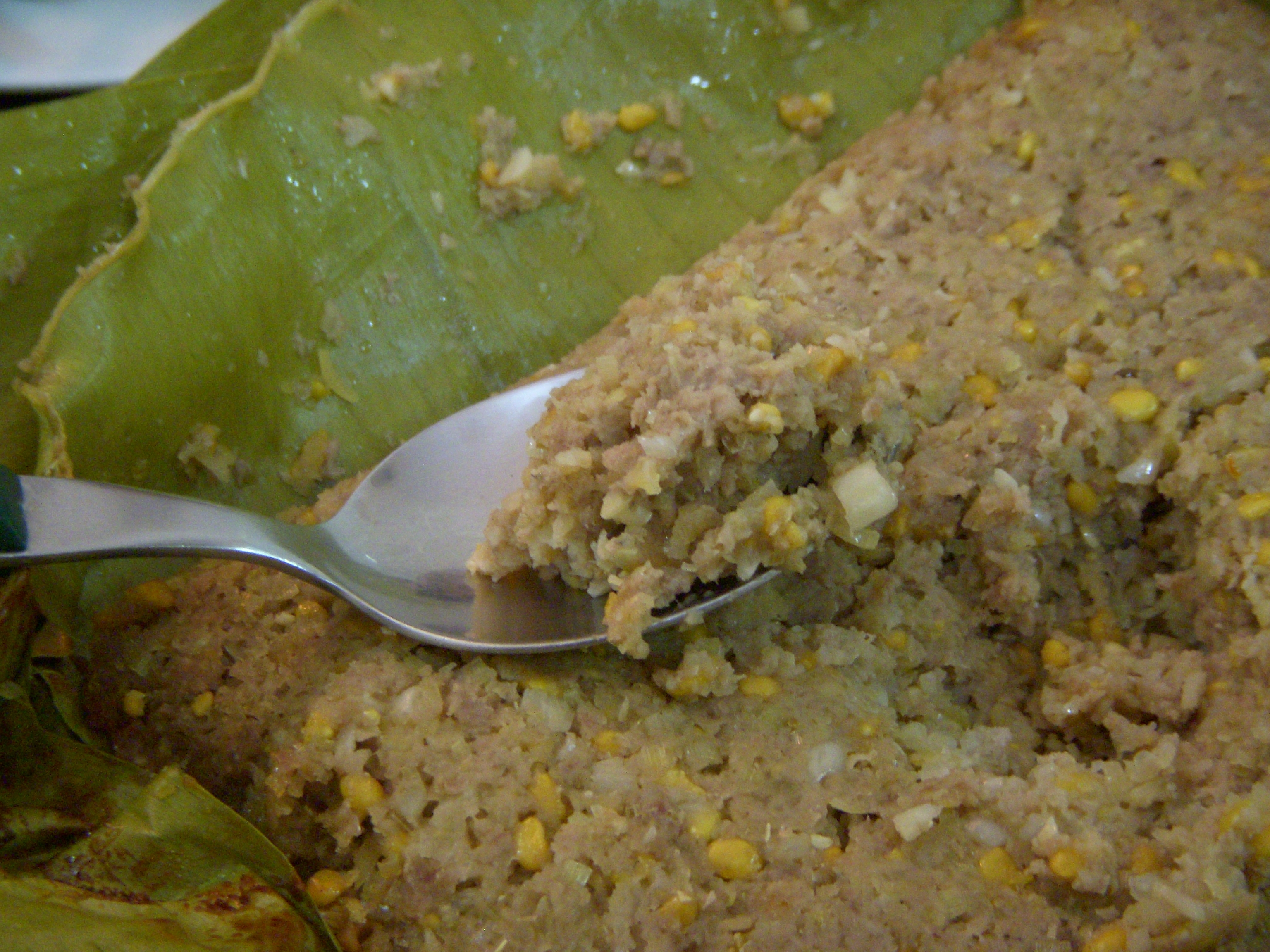
Mắm bò hóc trộn gia vị và thịt heo gói lá chuối rồi đem nướng

Mắm bò hóc được người Khmer xem như đặc sản dùng để đãi khách quý đến thăm nhà và là nguyên liệu thích hợp để làm nước lèo trong món bún nước lèo. Ở Campuchia mắm bò hóc có ba dạng chính khi dùng. 
- Prahok jien tức mắm bò hóc chiên là mắm đem trộn với thịt heo hoặc thịt bò và ớt rồi chiên dùng ăn kèm với dưa leo, cà tím hoặc cơm.
- Prahok gop hay prahok ang là mắm trộn thịt, gói lá chuối rồi nướng lửa.
- Prahok chow là mắm sống, khi dùng thì giã với sả, cà pháo, ớt vắt thêm nước chanh để làm nước chấm.